# گوشیچی
گوشیچی (به لاتین: Gošići) یک منطقهٔ مسکونی در مونته‌نگرو است که در شهرداری تیوات واقع شده‌است. گوشیچی ۲۱۲ نفر جمعیت دارد.